# Кимпу-Маре (Мехедінць)
Кимпу-Маре (рум. Câmpu Mare) — село у повіті Мехедінць в Румунії. Входить до складу комуни Бала.
Село розташоване на відстані 258 км на захід від Бухареста, 30 км на північний схід від Дробета-Турну-Северина, 94 км на північний захід від Крайови.

## Населення
За даними перепису населення 2002 року у селі проживали 122 особи, усі — румуни. Усі жителі села рідною мовою назвали румунську.